# Кибергород Эдо
Cyber City Oedo 808 (яп. サイバーシティ OEDO 808 сайба: сити о:эдо хатимарухати, букв. «Кибергород Оэдо 808») — OVA-сериал в жанре киберпанк режиссёра Ёсиаки Кавадзири на основе оригинального сюжета Муцуки Дзюдзо, созданный на студии Madhouse. Также была выпущена одноимённая компьютерная игра. Действие разворачивается в футуристическом японском мегаполисе Оэдо в 2808 году.

## Сюжет
Для борьбы с преступлениями в сфере компьютерных технологий киберполицией города Оэдо возрождается феодальная практика хомэн, привлечение к полицейской работе закоренелых преступников — хакеров, использовавших в своих преступлениях новейшие образцы высоких технологий, грабителей и убийц, осуждённых на сроки, явно превышающие продолжительность их жизни.
Три таких преступника, основные персонажи сериала — Сэнгоку, Гогул и Бэнтэн, осуждённые на сроки заключения от 300 и более лет, отбывают наказание в орбитальной тюрьме. От скуки и безысходности они соглашаются на сделку — работа в киберполиции, самые опасные и головоломные задания в обмен на некоторое сокращение срока заключения в случае успешного завершения каждого дела. Их руководителем становится сам шеф киберполиции Хасэгава, который держит под контролем новоиспечённых полицейских при помощи дистанционно управляемых ошейников, снаряжённых взрывчаткой. Хасэгава может взорвать ошейник на любом расстоянии в случае невыполнения приказа или если задание не выполнено в установленный им срок.
Каждый эпизод OVA посвящён одному из основных персонажей, расследованию отдельного преступления, которое им поручено раскрыть, также попутно освещаются некоторые аспекты жизни общества будущего — например, в первом эпизоде Сэнгоку получает приказ казнить преступника, приговор которому был вынесен в течение нескольких минут на основании устного признания под дулом пистолета (герой отказывается, и его срок увеличивают ещё на 20 лет); во втором описывается конфликт полиции и армии, которая проводит бесчеловечные эксперименты на военнослужащих; в третьем дело касается странных убийств, совершаемых неизвестным существом.

## Персонажи
Сюнсукэ Сэнгоку (яп. 千石 旬介 Сэнгоку Сюнсукэ, или Сэнгоку (яп. センゴク)) — общественно опасный тип, убийца и рецидивист. Носит причёску в стиле Элвиса Пресли. Излюбленное оружие — револьвер «Магнум», снабжённый электронным прицелом и системой распознавания «свой-чужой», реагирующей на отпечатки пальцев Сэнгоку (в чужих руках он просто не будет стрелять). Также в его арсенале имеется длинный кинжал-дзюттэ, клинком которого можно выстрелить при помощи встроенной в эфес пружины. Согласно правилу, установленному Хасэгавой, за ним повсюду следует робот по имени Варсус, который контролирует его поведение (например, не даёт напиваться) и, иногда, помогает в выполнении заданий. Любит дразнить Бэнтэна за его недостаточно «мужественную» внешность. Сэнгоку отбывает наказание сроком в 375 лет с вероятностью досрочного освобождения 0,005 %. Ненавидит Хасэгаву, твёрдо решил добиться освобождения, скольких бы преступников ему ни пришлось ликвидировать.
Сэйю: Хироя Исимару
Рикия Габимару (яп. 蛾眉丸 力也 Габимару Рикия, также известный как Гогул (яп. ゴーグル Го:гуру)) — прозвище произошло, скорее всего, от японского названия очков, которые он постоянно носит. В прошлом боксёр в тяжёлом весе, потерявший зрение, блестящее сочетание интеллекта и мускулов, является экспертом по многим вопросам, от компьютеров до медицины. Гогул носит электронные очки, заменяющие ему глаза, и причёску ирокез. Известен как хакер, когда-то взламывавший правительственные базы данных с целью получения выкупа. Стоически относится к своему положению, понимая, что охота на киберпреступников намного лучше, чем медленное гниение в орбитальной тюрьме. Отбывает наказание сроком в 310 лет с вероятностью досрочного освобождения 0,013 %. Любитель русской классической литературы, которую читает на языке оригинала (в первом эпизоде показан в тюремной камере с книгой «Преступление и наказание» в руках, а во втором с томом «Мальчики» из романа «Братья Карамазовы»).
Сэйю: Тэссё Гэнда
Мэррил Янагава (яп. メリル・柳川 Мэриру Янагава, также известный как Бэнтэн (яп. ベンテン)) — осуждён за многочисленные кражи, его основным оружием является мономолекулярная нить, вживлённая в палец руки, разрезающая всё, с чем соприкасается. Обладает андрогинной внешностью, в работе использует навыки воздушного гимнаста, совершая совершенно невероятные прыжки, и, по всей видимости, астролога — часто, глядя в ночное небо, произносит что-то вроде «Сегодня звёзды предвещают беду». Приговорён к 295 годам заключения с вероятностью досрочного освобождения 0,008 %.
Сэйю: Канэто Сиодзава
Дзюдзо Хасэгава (яп. 長谷川 十蔵 Хасэгава Дзю:дзо:) — шеф киберполиции, под непосредственным командованием которого находится подразделение из бывших киберпреступников. В случае необходимости принимает решение об их уничтожении. Много курит, пользуется золотой зажигалкой со встроенным таймером, отсчитывающим назначенное им время до окончания задания (и, соответственно, время жизни носителя взрывающегося ошейника).
Сэйю: Норио Вакамото
Кёко Дзёноути (яп. 城之内 京子 Дзё:ноути Кё:ко) — сотрудница киберполиции, секретарь Хасэгавы. Помогает бывшим киберпреступникам в проводимых ими расследованиях, в частности снабжает необходимой информацией. В отличие от своего шефа, поддерживает с ними хорошие отношения, особенно с Сэнгоку, с которым, несмотря на то, что они находятся по разные стороны закона, её связывает больше чем дружба.
Сэйю: Мицуко Хориэ
Варсус (яп. ヴァーサス Ва:сэсу) — робот киберполиции, обладающий искусственным интеллектом. Занимается сбором информации, в случае необходимости напрямую управляет различными кибернетическими службами Оэдо. Приставлен к Сэнгоку, чтобы держать в рамках его поведение, помогает ему в расследованиях, получая в награду только ругательства и оскорбления.
Сэйю: Кёсэй Тукуи

## OVA
Cyber City Oedo 808 был лицензирован во многих странах Азии и Европы, в результате версии сериала, в разное время выходившие на VHS и DVD, значительно различаются между собой. В частности существуют несколько вариантов названий эпизодов, открывающих и завершающих композиций аниме.
| 01 | «Virtual Death» (Time Bomb, Memories Of The Past) (いにしえのメモリー) | 21 июня 1990 г.    |
| Небоскрёб Оэдо, самое высокое здание в мире, захвачен неизвестным хакером, заблокировавшим внутри 50 000 человек, не предъявляя при этом никаких требований. Сэнгоку получает задание найти и обезвредить преступника — под подозрение попадает архитектор по имени Асикадзо Амати, построивший этот небоскрёб и пропавший без вести много лет назад. Положение усложняется тем, что внутри здания, помимо всего прочего, находятся компьютеры министерства обороны, управляющие 30-гигаваттным лазерным оружием на орбите, а преступник, похоже, готов расстрелять здание вместе со всеми, кто там находится. |                                                                        |                    |
| 02 | «The Decoy» (Psychic Trooper, The Decoy Program) (おとりのプログラム)  | 28 декабря 1990 г. |
| Гогул расследует серию странных убийств, в которых оказывается замешана японская армия. В этот момент на контакт с ним выходит бывший партнёр по криминальному бизнесу с просьбой о помощи. Помимо этого, в данном эпизоде показывается, что киберпреступников на службе у полиции больше, чем трое — один из них пытается снять свой ошейник и взрывается. |                                                                        |                    |
| 03 | «Blood Lust» (The Vampire, Crimson Media) (くれないのメディア)         | 4 октября 1991 г.  |
| Расследование убийств трёх учёных-генетиков выводит Бэнтэна на след человека, который проводил эксперименты на людях с целью разгадать секрет бессмертия и действительно создал бессмертное существо — вампира. |                                                                        |                    |

## Музыка
| №  | Название                             | Длительность |
| -- | ------------------------------------ | ------------ |
| 1. | «Burning World ~Tsuioku no Command~» | 4:50         |
| 2. | «Sengoku»                            | 4:40         |
| 3. | «Benten»                             | 5:01         |
| 4. | «Gogle»                              | 4:29         |
| 5. | «I may be in love with you»          | 5:20         |

Начальная композиция:
1. «Burning World ~Tsuioku no Command~»

Завершающая композиция:
1. «I may be in love with you»

Обе исполняет Хидэми Миура (также пела в Brave Exkaiser). Музыка: Хитоси Хаба. Слова: Ёсихико Андо. Аранжировка: Кэндзи Ямамото.
Это была первая японская версия. В 1995 году появилась английская перезапись, включавшая альтернативный рок, новую волну и эмбиент для издания Manga Entertainment. При этом голоса актёров дубляжа звучали вместе с музыкой. Поскольку издатель утратил права на сериал, то данный саундтрек так и не попал на американский видеорынок.
| №   | Название         | Длительность |
| --- | ---------------- | ------------ |
| 1.  | «Space Prison»   | 2:42         |
| 2.  | «Kill You»       | 1:24         |
| 3.  | «Car Chase»      | 2:06         |
| 4.  | «Elevator»       | 1:58         |
| 5.  | «Murder»         | 3:09         |
| 6.  | «Amanchi»        | 1:31         |
| 7.  | «Amanchi Dies»   | 1:00         |
| 8.  | «Diving»         | 1:04         |
| 9.  | «Gogul»          | 0:55         |
| 10. | «Trucking»       | 2:03         |
| 11. | «Arena»          | 2:15         |
| 12. | «Body Snatchers» | 0:36         |
| 13. | «Body Vault»     | 1:21         |
| 14. | «Top Secret»     | 1:16         |
| 15. | «Sarah»          | 1:04         |
| 16. | «Duel»           | 2:32         |
| 17. | «Molcos Dies»    | 2:38         |
| 18. | «Stars»          | 2:36         |
| 19. | «Search»         | 1:43         |
| 20. | «Cryogenics»     | 1:21         |
| 21. | «Big Cats»       | 3:46         |
| 22. | «Vampire»        | 4:29         |
| 23. | «Closing Theme»  | 3:12         |

Начальная композиция:
1. «Space Prison»

Завершающая композиция:
1. «Closing Theme»

Музыка, исполнение, запись и продюсирование: Рори Макфарлейн. Составление и редакция: Рори Макфарлейн и Лоуренс Гиннесс. Исполнительный продюсер: Энди Фрейн.
Саундтрек к игре за авторством Кэйити Ямамото был выпущен только в Японии 5 октября 1990 года под названием Criminal’s Night: music from Cyber City Oedo 808.

## Выпуск
Аниме сначала вышло в Японии на 3 VHS и LaserDisc в 1991 году. Однако в Великобритании и США видеокассеты и лазердиски появились в 1995 году. Название серий шло с data (дело №). Кроме того, их продавали в комплекте c Demon City Shinjuku и Wicked City. Английская версия отличалась локализацией видеоряда, где было много ругательств, а также абсолютно другим саундтреком, которого не существует на американских, австралийских и японских изданиях. Иногда там оставляли только упрощённое название Cyber City. Формат DVD был 1,33:1 (4:3), звук — Dolby Digital 2.0. Средний битрейт 5,10 Мбит/с. Передача видео плавная и чёткая, присутствует незначительное зерно. Иногда заметно колебание телекинопроектора. Английские субтитры официальные. Меню практичное, и в нём легко ориентироваться. Дополнительные материалы включали комментарии режиссёра Кавадзири и основателя Madhouse Масао Маруямы, который изначально хотел, чтобы Бэнтэн был женщиной, галерею изображений и эскизов, трейлеры Cyber City, Demon City Shinjuku, «Ди: Жажда крови» и Samurai Gun. Британский совет по классификации фильмов присвоил рейтинг 15, а в Германии FSK рекомендовано от 16 лет.
7 ноября 2009 года «Кибергород Эдо» был показан на Восьмом московском аниме-фестивале.
В 2018 году Anime Limited объявила о намерении вернуть Cyber City Oedo 808 в Великобританию и Ирландию, однако ничего за этим не последовало. В коротком ролике демонстрировалось изображение аниме с примечанием, подтверждающим лицензию, а также формат и дату выпуска — Blu-ray, 2019. В Японии также не было подобного издания. 3 ноября 2020 года Anime Limited опубликовала видео о предстоящей акции «12 дней Рождества», в рамках которой Cyber City Oedo 808 будет выпущен на Blu-ray в коллекционном формате с ремастерингом. На втором онлайн фестивале Cloud Matsuri 21 ноября демонстрируется документальный фильм «Внутри кибер-города Оэдо 808» с участием Джонатана Клементса, Джастина Севакиса, Джона Уолскела, Рори Макфарлейна, Энди Фрейна и Лии Холмс. Дата выпуска — 18 января 2021 года. В комплект вошли японская звуковая дорожка, дубляж Manga Entertainment, комментарии Кавадзири и Маруямы, Inside Cyber City Oedo, саундтрек Рори Макфарлейна, трейлеры и 48-страничный буклет (профили персонажей, статья Джонатана Клементса, интервью с Джоном Уолскелом и Рори Макфарлейном). Релиз состоялся в назначенный срок, однако видео является результатом апскейлинга и уступает японскому DVD.
15 декабря 2021 года «Искусство кино», «Japan Foundation» при ВГБИЛ и «КАРО.АРТ» осуществили показ «Кибергород Эдо 808» на японском языке с русскими субтитрами в московском кинотеатре «Октябрь» в рамках программы «Киберпанк. Воспоминание о будущем». В 2022 году американская компания Discotek Media анонсировала новую ремастированную версию на Blu-ray, дата выхода — 26 июля. Anime Limited на «12 дней Рождества» 2022 также рекламировала обновлённое коллекционное издание благодаря Роберту Вудхеду из AnimEigo (ранее создатели и дистрибьютор заявили, что оригинал был утерян). Содержимое комплекта не отличается от предыдущего. Релиз состоялся 17 апреля 2023 года.

## Отзывы и критика
Джонатан Клементс и Хелен Маккарти в энциклопедии написали, что Cyber City Oedo 808 входит в число аниме, созданных на волне популярности «Акиры». Красивый кросс-дрессер Бэнтэн был вдохновлён одноимённым популярным персонажем 19 века, главным героем пьесы кабуки. Поскольку Сэнгоку буквально означает «гражданская война» и киберполицейские используют оружие на основе кинжалов периода Эдо, можно предположить, что аниме изначально задумывалось как научно-фантастическая стилизация старых историй, которые так и не были реализованы.
Журнал «АнимеГид» обратил внимание на то, что русское название упростили. В оригинале город носит наименование Oedo 808: Oriental Electric Darwinism Oasis — «восточный электронный оазис дарвинизма», а число действительно указывает на территориальное деление старого Эдо. Полицейские, совсем как их коллеги из 19 века, вооружены дубинками дзюттэ; в остальном происходит настоящий киберпанк. Это классика мрачного аниме-футуризма, отзвук бума OVA 1980-х годов, популярная «дописка» на пиратских видеокассетах. Бенефис Ёсиаки Кавадзири, позднее ставший эхом в его полнометражках «Манускрипт ниндзя» и «Ди: Жажда крови». Памятная вещь, хотя и не веха уровня «Акиры».
Den of Geek подчеркнул, что Cyber City Oedo 808 неофициально включён в трилогию городов Кавадзири вместе с Wicked City и Demon City Shinjuku. Вероятно, это является его самой недооценённой работой. OVA была популярна в своё время, но впоследствии оказалась забыта. Сюжет — чистый вздор, однако сериал развивается в быстром темпе и свободно в рамках жанра (вампиры, телекинетические киборги и мстительные призраки). Третья серия выбивается из общего ряда странностью, но каким-то образом держится вместе с остальными. Один из редких случаев, когда ругательства в английском дубляже добавляют очарования. Другим преимуществом является потрясающий электронный саундтрек Рори Макфарлейна, который соответствует настроению намного лучше, чем японская версия. Восхитительное сочетание киберпанка и фильма категории B. CBR напомнил, что по иронии судьбы, Cyber City Oedo 808 был показан по кабельному телевидению Великобритании в 1995 году, когда в кинотеатрах стартовал «Призрак в доспехах».
Поскольку в 2808 году киберпреступность стала повсеместной, власти решили сдерживать это путём использования осуждённых на большие сроки в качестве полицейских — намёк на серию произведений «Стальная Крыса». Кавадзири имел опыт в киберпанке, начиная с антологии «Лабиринт сновидений». Британский саундтрек добавил уникальности. Группа Nero использовала видеоряд в клипе на песню Innocence из альбома Welcome Reality. Первый трек назывался «2808».
На Cyber City Oedo 808 определённое влияние оказал успех «Крепкого орешка». В серии Virtual Death Сэнгоку должен проникнуть в самый высокий небоскрёб, заблокированный неизвестным хакером, и спасти 50 тысяч человек. Проблема в том, что у преступника есть мощное лазерное оружие, а единственная зацепка ведёт к архитектору здания, который считается мёртвым. Задача не просто спасти заложников и уничтожить противника, а разобраться, что же привело к возникновению такой ситуации. Ответ вскроет неоднозначные тайны прошлого, из-за которых Сэнгоку предстоит обратиться к своей внутренней морали.
Сайт THEM Anime отметил: сериал является доказательством того, что даже US Manga Corps и Manga Entertainment могут время от времени «попадать в яблочко». Cyber City Oedo 808 — это мощный киберпанк-триллер и ужасы с достаточным количеством боевика и образов, чтобы удовлетворить зрителей. Три эпизода, по одному с главным персонажем в центре внимания и с совершенно разными историями. Гогул не похож на стереотипного хакера, поскольку он крупного телосложения, ответственный, с аккуратно подстриженным ирокезом. Тем не менее, лучшая роль отведена Бэнтэну — андрогинному мастеру боевых искусств и его битве против вампира на космической станции. Художественное исполнение и анимацию нельзя назвать красочными. Будущее в значительной степени мрачное и тяжёлое, хотя, по крайней мере, не такое катастрофическое. Безусловно, присутствует саспенс. Сюжет последней серии завершается драматически. Поскольку это сделала Madhouse, то добавлять больше нечего. Рекомендуется смотревшим Battle Angel, «Аниматрицу» и «Призрак в доспехах».
Отсылка к аниме — надпись «Kill you» присутствует в компьютерной игре Ruiner 2017 года, влияние подтвердили разработчики. Также Cyber City Oedo 808 является одним из источников вдохновения для игры The Ascent 2021 года. В 2022 году Хидэо Кодзима посмотрел Cyberpunk Edgerunners и заметил, что для его поколения мировоззрение и визуальные эффекты напоминают Cyber City Oedo 808 Кавадзири.